# Borussia Verein für Leibesübungen 1900 Mönchengladbach 2023-2024
Questa voce raccoglie le informazioni riguardanti il Borussia Verein für Leibesübungen 1900 Mönchengladbach nelle competizioni ufficiali della stagione 2023-2024.

## Maglie e sponsor
| Casa | Trasferta | Terza divisa |

## Rosa
Aggiornata al 10 gennaio 2024 
 In corsivo i calciatori ceduti durante la stagione 
| N. |                        | Ruolo | Calciatore        |
| -- | ---------------------- | ----- | ----------------- |
| 1  | Svizzera (bandiera)    | P     | Jonas Omlin       |
| 2  | Italia (bandiera)      | D     | Fabio Chiarodia   |
| 3  | Giappone (bandiera)    | D     | Ko Itakura        |
| 4  | Francia (bandiera)     | D     | Mamadou Doucouré  |
| 5  | Germania (bandiera)    | D     | Marvin Friedrich  |
| 7  | Germania (bandiera)    | A     | Patrick Herrmann  |
| 8  | Germania (bandiera)    | C     | Julian Weigl      |
| 9  | Francia (bandiera)     | A     | Franck Honorat    |
| 10 | Germania (bandiera)    | C     | Florian Neuhaus   |
| 11 | Austria (bandiera)     | A     | Hannes Wolf       |
| 13 | Stati Uniti (bandiera) | A     | Jordan Siebatcheu |
| 14 | Francia (bandiera)     | C     | Alassane Pléa     |
| 17 | Francia (bandiera)     | D     | Kouadio Koné      |
| 18 | Austria (bandiera)     | D     | Stefan Lainer     |
| 19 | Francia (bandiera)     | A     | Nathan Ngoumou    |
| 20 | Germania (bandiera)    | D     | Luca Netz         |
| 21 | Germania (bandiera)    | P     | Tobias Sippel     |
| 22 | Danimarca (bandiera)   | C     | Oscar Fraulo      |

| N. |                        | Ruolo | Calciatore             |
| -- | ---------------------- | ----- | ---------------------- |
| 23 | Germania (bandiera)    | C     | Christoph Kramer       |
| 24 | Germania (bandiera)    | D     | Tony Jantschke         |
| 25 | Germania (bandiera)    | A     | Robin Hack             |
| 26 | Germania (bandiera)    | D     | Lukas Ullrich          |
| 27 | Germania (bandiera)    | C     | Rocco Reitz            |
| 28 | Armenia (bandiera)     | A     | Grant-Leon Ranos       |
| 29 | Stati Uniti (bandiera) | D     | Joe Scally             |
| 30 | Svizzera (bandiera)    | D     | Nico Elvedi            |
| 31 | Rep. Ceca (bandiera)   | A     | Tomáš Čvančara         |
| 33 | Germania (bandiera)    | P     | Moritz Nicolas         |
| 38 | Lussemburgo (bandiera) | C     | Yvandro Borges Sanches |
| 39 | Germania (bandiera)    | D     | Maximilian Wöber       |
| 41 | Germania (bandiera)    | P     | Jan Olschowsky         |
| 43 | Germania (bandiera)    | P     | Maximilian Brüll       |
| 45 | Germania (bandiera)    | D     | Simon Walde            |
| 48 | Germania (bandiera)    | A     | Semir Telalović        |
| 49 | Giappone (bandiera)    | A     | Shiō Fukuda            |

## Calciomercato

### Sessione estiva(dall'1º/7 al 31/8)
| Acquisti         | Acquisti          | Acquisti          | Acquisti                    |
| R.               | Nome              | da                | Modalità                    |
| ---------------- | ----------------- | ----------------- | --------------------------- |
| A                | Tomáš Čvančara    | Sparta Praga      | definitivo (10,5 milioni €) |
| A                | Franck Honorat    | Brest             | definitivo (8 milioni €)    |
| C                | Julian Weigl      | Benfica           | definitivo (7,18 milioni €) |
| D                | Fabio Chiarodia   | Werder Brema      | definitivo (2 milioni €)    |
| A                | Robin Hack        | Arminia Bielefeld | definitivo (1,1 milioni €)  |
| D                | Maximilian Wöber  | Leeds Utd         | prestito                    |
| A                | Jordan Siebatcheu | Union Berlino     | prestito                    |
| A                | Grant-Leon Ranos  | Bayern Monaco II  | gratuito                    |
| A                | Lukas Ullrich     | Hertha Berlino II | gratuito                    |
| Altre operazioni |                   |                   |                             |
| R.               | Nome              | a                 | Modalità                    |
| D                | Jordan Beyer      | Burnley           | fine prestito               |
| C                | Rocco Reitz       | Sint-Truiden      | fine prestito               |
| P                | Moritz Nicolas    | Roda JC           | fine prestito               |
| P                | Jonas Kersken     | Meppen            | fine prestito               |

| Cessioni         | Cessioni        | Cessioni          | Cessioni                  |
| R.               | Nome            | a                 | Modalità                  |
| ---------------- | --------------- | ----------------- | ------------------------- |
| D                | Louis Beyer     | Burnley           | definitivo (15 milioni €) |
| A                | Jonas Hofmann   | Bayer Leverkusen  | definitivo (10 milioni €) |
| A                | Marcus Thuram   | Inter             | gratuito                  |
| D                | Ramy Bensebaini | Borussia Dortmund | gratuito                  |
| C                | Lars Stindl     | Karlsruhe         | gratuito                  |
| C                | Conor Noß       | Blau-Weiß Linz    | n.d.                      |
| P                | Jonas Kersken   | Arminia Bielefeld | prestito                  |
| C                | Oscar Fraulo    | Utrecht           | prestito                  |
| Altre operazioni |                 |                   |                           |
| R.               | Nome            | a                 | Modalità                  |
| C                | Julian Weigl    | Benfica           | fine prestito             |

### Sessione invernale
| Acquisti         | Acquisti         | Acquisti         | Acquisti         |
| R.               | Nome             | da               | Modalità         |
| Altre operazioni | Altre operazioni | Altre operazioni | Altre operazioni |
| R.               | Nome             | a                | Modalità         |
| ---------------- | ---------------- | ---------------- | ---------------- |

| Cessioni         | Cessioni               | Cessioni      | Cessioni |
| R.               | Nome                   | a             | Modalità |
| ---------------- | ---------------------- | ------------- | -------- |
| A                | Hannes Wolf            | New York City | gratuito |
| Altre operazioni |                        |               |          |
| R.               | Nome                   | a             | Modalità |
| C                | Yvandro Borges Sanches | N.E.C.        | prestito |

## Risultati

### Bundesliga

#### Girone di andata
| Arbitro: | Schlager (Hügelsheim) |

|                                                           |           |                                                    |
| Rexhbeçaj 29’ Bauer 41’ Michel 45+7’ (rig.) R. Vargas 76’ | Marcatori | 13’ Itakura 27’, 90+7’ (rig.) Čvančara 37’ Ngoumou |

| Arbitro: | Dingert (Lebecksmühle) |

|  |           |                             |
|  | Marcatori | 18’, 53’ Boniface 45+6’ Tah |

| Arbitro: | Aytekin (Oberasbach) |

|             |           |                  |
| Itakura 30’ | Marcatori | 58’ Sané 87’ Tel |

| Arbitro: | Gerach (Landau) |

|                                  |           |                                         |
| Mehlem 8’ Maglica 10’ Skarke 33’ | Marcatori | 56’ Siebatcheu 73’ Neuhaus 77’ Čvančara |

| Arbitro: | Schröder (Hannover) |

|  |           |            |
|  | Marcatori | 75’ Werner |

| Arbitro: | Brych (Monaco di Baviera) |

|             |           |                             |
| Losilla 68’ | Marcatori | 27’ Neuhaus 37’, 45+3’ Pléa |

| Arbitro: | Jablonski (Brema) |

|                        |           |                      |
| Neuhaus 22’ Scally 88’ | Marcatori | 24’ Gruda 75’ Barkok |

| Arbitro: | Aytekin (Oberasbach) |

|                                               |           |            |
| Kainz 9’ (rig.), 76’ (rig.) Waldschmidt 90+1’ | Marcatori | 63’ Elvedi |

| Arbitro: | Hartmann (Wangen) |

|                               |           |            |
| Pléa 4’ Föhrenbach 51’ (aut.) | Marcatori | 38’ Dinkçi |

| Arbitro: | Brych (Monaco di Baviera) |

|                                           |           |                                          |
| Höler 7’ Weißhaupt 71’ Grifo 90+4’ (rig.) | Marcatori | 25’ Siebatcheu 29’ Pléa 39’ (rig.) Weigl |

| Arbitro: | Zwayer (Berlino) |

|                                             |           |  |
| Čvančara 16’ Reitz 42’ Honorat 64’ Pléa 71’ | Marcatori |  |

| Arbitro: | Sven Jablonski (Brema) |

|                                                         |           |                    |
| Sabitzer 30’ Füllkrug 32’ Bynoe-Gittens 45’ Malen 90+7’ | Marcatori | 13’ Reitz 28’ Koné |

| Arbitro: | Reichel (Stoccarda) |

|                             |           |              |
| Pléa 58’ (rig.) Ngoumou 80’ | Marcatori | 61’ Weghorst |

| Arbitro: | Petersen (Stoccarda) |

|                                                |           |          |
| Volland 24’ (rig.) Hollerbach 50’ Kaufmann 75’ | Marcatori | 77’ Pléa |

| Arbitro: | Zwayer (Berlino) |

|                |           |                      |
| Reitz 45’, 49’ | Marcatori | 7’ Borré 76’ Ducksch |

| Arbitro: | Badstübner (Norimberga) |

|                       |           |           |
| Buta 90+2’ Koch 90+7’ | Marcatori | 27’ Wöber |

| Arbitro: | Osmers (Hannover) |

|                               |           |              |
| Hack 1’, 19’ Siebatcheu 90+1’ | Marcatori | 56’ Vagnoman |

#### Girone di ritorno
| Arbitro: | Petersen (Stoccarda) |

|                |           |                      |
| Siebatcheu 26’ | Marcatori | 47’ Tietz 51’ Engels |

| Leverkusen 27 gennaio 2024, ore 18:30 CET 19ª giornata | Bayer Leverkusen     | 0 – 0 referto | Borussia M'gladbach | BayArena (30 210 spett.)\| Arbitro: \| Aytekin (Oberasbach) \| |
| Arbitro:                                               | Aytekin (Oberasbach) |               |                     |                                                                |

| Arbitro: | Stieler (Amburgo) |

|                                   |           |            |
| Pavlović 45’ Kane 70’ De Ligt 86’ | Marcatori | 35’ Elvedi |

| Mönchengladbach 10 febbraio 2024, ore 15:30 CET 21ª giornata | Borussia M'gladbach      | 0 – 0 referto | Darmstadt | Borussia-Park (46 121 spett.)\| Arbitro: \| Stegemann (Niederkassel) \| |
| Arbitro:                                                     | Stegemann (Niederkassel) |               |           |                                                                         |

| Arbitro: | Storks (Rasdorf) |

|                            |           |  |
| Xavi Simons 14’ Openda 57’ | Marcatori |  |

| Arbitro: | Jablonski (Brema) |

|                                                                     |           |                                  |
| Ngoumou 29’ Weigl 35’ (rig.) Reitz 72’ Siebatcheu 78’ Honorat 90+6’ | Marcatori | 75’ Hofmann 88’ K. Schlotterbeck |

| Arbitro: | Schröder (Hannover) |

|              |           |             |
| Burkardt 12’ | Marcatori | 55’ Ngoumou |

| Arbitro: | Zwayer (Berlino) |

|                           |           |                          |
| Honorat 32’ Hack 71’, 73’ | Marcatori | 7’, 64’ Alidou 79’ Downs |

| Arbitro: | Petersen (Stoccarda) |

|            |           |         |
| Dinkçi 66’ | Marcatori | 9’ Hack |

| Arbitro: | Dingert (Lebecksmühle) |

|  |           |                                  |
|  | Marcatori | 7’ Gregoritsch 47’ Röhl 57’ Dōan |

| Arbitro: | Dankert (Rostock) |

|         |           |                                   |
| Baku 7’ | Marcatori | 52’ Itakura 58’ Ngoumou 88’ Reitz |

| Arbitro: | Badstübner (Norimberga) |

|           |           |                          |
| Wöber 36’ | Marcatori | 22’, 28’ (rig.) Sabitzer |

| Arbitro: | Storks (Rasdorf) |

|                                               |           |                    |
| Weghorst 36’ Prömel 58’ Kabak 66’ Stach 90+1’ | Marcatori | 39’, 78’, 89’ Hack |

| Mönchengladbach 28 aprile 2024, ore 15:30 CEST 31ª giornata | Borussia M'gladbach      | 0 – 0 referto | Union Berlino | Borussia-Park (53 723 spett.)\| Arbitro: \| Stegemann (Niederkassel) \| |
| Arbitro:                                                    | Stegemann (Niederkassel) |               |               |                                                                         |

| Arbitro: | Gerach (Landau in der Pfalz) |

|                    |           |                              |
| Woltemade 45’, 65’ | Marcatori | 8’ Hack 90+1’ (rig.) Neuhaus |

| Arbitro: | Schröder (Hannover) |

|         |           |                 |
| Hack 9’ | Marcatori | 35’ Dina Ebimbe |

| Arbitro: | Schlager (Hügelsheim) |

|                                       |           |  |
| Guirassy 23’, 31’ Jeong 75’ Silas 83’ | Marcatori |  |

### DFB-Pokal
| Arbitro: | Sather (Grimma) |

|  |           |                                                                   |
|  | Marcatori | 22’, 56’ Honorat 27’ Ngoumou 32’, 35’ Čvančara 77’ Hack 89’ Ranos |

| Arbitro: | Gerach (Landau) |

|                            |           |          |
| Siebatcheu 3’, 9’ Hack 44’ | Marcatori | 78’ Beck |

| Arbitro: | Dankert (Rostock) |

|           |           |  |
| Koné 120’ | Marcatori |  |

| Arbitro: | Hartmann (Wangen) |

|                         |           |         |
| Naifi 11’ Brünker 90+3’ | Marcatori | 8’ Hack |

## Statistiche finali

### Statistiche di squadra
| Competizione      | Punti | In casa | In casa | In casa | In casa | In casa | In casa | In trasferta | In trasferta | In trasferta | In trasferta | In trasferta | In trasferta | Totale | Totale | Totale | Totale | Totale | Totale | DR  |
| Competizione      | Punti | G       | V       | N       | P       | Gf      | Gs      | G            | V            | N            | P            | Gf           | Gs           | G      | V      | N      | P      | Gf     | Gs     | DR  |
| ----------------- | ----- | ------- | ------- | ------- | ------- | ------- | ------- | ------------ | ------------ | ------------ | ------------ | ------------ | ------------ | ------ | ------ | ------ | ------ | ------ | ------ | --- |
| Bundesliga        | 34    | 17      | 5       | 6       | 6       | 27      | 26      | 17           | 2            | 7            | 8            | 29           | 41           | 34     | 7      | 13     | 14     | 56     | 67     | -11 |
| Coppa di Germania |       | 2       | 2       | 0       | 0       | 4       | 1       | 2            | 1            | 0            | 1            | 8            | 2            | 4      | 3      | 0      | 1      | 12     | 3      | +9  |
| Totale            |       | 19      | 7       | 6       | 6       | 31      | 27      | 19           | 3            | 7            | 9            | 37           | 43           | 38     | 10     | 13     | 15     | 68     | 70     | -2  |

### Andamento in campionato
| Giornata  | 1 | 2  | 3  | 4  | 5  | 6  | 7  | 8  | 9  | 10 | 11 | 12 | 13 | 14 | 15 | 16 | 17 | 18 | 19 | 20 | 21 | 22 | 23 | 24 | 25 | 26 | 27 | 28 | 29 | 30 | 31 | 32 | 33 | 34 |
| --------- | - | -- | -- | -- | -- | -- | -- | -- | -- | -- | -- | -- | -- | -- | -- | -- | -- | -- | -- | -- | -- | -- | -- | -- | -- | -- | -- | -- | -- | -- | -- | -- | -- | -- |
| Luogo     | T | C  | C  | T  | C  | T  | C  | T  | C  | T  | C  | T  | C  | T  | C  | T  | C  | C  | T  | T  | C  | T  | C  | T  | C  | T  | C  | T  | C  | T  | C  | T  | C  | T  |
| Risultato | N | P  | P  | N  | P  | V  | N  | P  | V  | N  | V  | P  | V  | P  | N  | P  | V  | P  | N  | P  | N  | P  | V  | N  | N  | N  | P  | V  | P  | P  | N  | N  | N  | P  |
| Posizione | 9 | 12 | 16 | 14 | 15 | 13 | 12 | 13 | 11 | 11 | 9  | 11 | 10 | 10 | 11 | 12 | 10 | 12 | 12 | 13 | 13 | 15 | 12 | 12 | 12 | 12 | 12 | 11 | 11 | 12 | 13 | 13 | 13 | 14 |

Fonte:  Bundesliga - Tabelle, su bundesliga.com.
Legenda:

Luogo: C = Casa; T = Trasferta. Risultato: V = Vittoria; N = Pareggio; P = Sconfitta.

### Statistiche dei giocatori
Sono in corsivo i calciatori che hanno lasciato la società a stagione in corso.
| Giocatore         | Bundesliga | Bundesliga | Bundesliga  | Bundesliga | DFB-Pokal | DFB-Pokal | DFB-Pokal   | DFB-Pokal  | Totale   | Totale | Totale      | Totale     |
| Giocatore         | Presenze   | Reti       | Ammonizioni | Espulsioni | Presenze  | Reti      | Ammonizioni | Espulsioni | Presenze | Reti   | Ammonizioni | Espulsioni |
| ----------------- | ---------- | ---------- | ----------- | ---------- | --------- | --------- | ----------- | ---------- | -------- | ------ | ----------- | ---------- |
| Y. Borges Sanches | 3          | 0          | 0           | 0          | 0         | 0         | 0           | 0          | 3        | 0      | 0           | 0          |
| F. Chiarodia      | 7          | 0          | 0           | 0          | 3         | 0         | 0           | 0          | 10       | 0      | 0           | 0          |
| T. Čvančara       | 21         | 4          | 2           | 0          | 3         | 2         | 1           | 0          | 24       | 6      | 3           | 0          |
| N. Elvedi         | 30         | 2          | 5           | 0          | 3         | 0         | 1           | 0          | 33       | 2      | 6           | 0          |
| M. Friedrich      | 24         | 0          | 1           | 0          | 3         | 0         | 0           | 0          | 27       | 0      | 1           | 0          |
| S. Fukuda         | 5          | 0          | 0           | 0          | 0         | 0         | 0           | 0          | 5        | 0      | 0           | 0          |
| R. Hack           | 29         | 10         | 2           | 0          | 4         | 3         | 0           | 0          | 33       | 13     | 2           | 0          |
| P. Herrmann       | 8          | 0          | 1           | 0          | 0         | 0         | 0           | 0          | 8        | 0      | 1           | 0          |
| F. Honorat        | 32         | 3          | 1           | 0          | 3         | 2         | 0           | 0          | 35       | 5      | 1           | 0          |
| K. Itakura        | 20         | 3          | 9           | 0          | 2         | 0         | 0           | 0          | 22       | 3      | 9           | 0          |
| T. Jantschke      | 4          | 0          | 0           | 0          | 1         | 0         | 0           | 0          | 5        | 0      | 0           | 0          |
| K. Koné           | 22         | 1          | 3           | 1          | 3         | 1         | 0           | 0          | 25       | 2      | 3           | 1          |
| C. Kramer         | 14         | 0          | 3           | 0          | 2         | 0         | 0           | 0          | 16       | 0      | 3           | 0          |
| S. Lainer         | 15         | 0          | 2           | 0          | 1         | 0         | 0           | 0          | 16       | 0      | 2           | 0          |
| L. Netz           | 30         | 0          | 1           | 0          | 4         | 0         | 0           | 0          | 34       | 0      | 1           | 0          |
| F. Neuhaus        | 25         | 4          | 4           | 0          | 4         | 0         | 0           | 0          | 29       | 4      | 4           | 0          |
| M. Nicolas        | 27         | -49        | 1           | 0          | 3         | -3        | 0           | 0          | 30       | -52    | 1           | 0          |
| N. Ngoumou        | 32         | 4          | 1           | 0          | 4         | 1         | 0           | 0          | 36       | 5      | 1           | 0          |
| J. Omlin          | 7          | -18        | 1           | 0          | 1         | -0        | 0           | 0          | 8        | -18    | 1           | 0          |
| A. Pléa           | 27         | 7          | 1           | 0          | 3         | 0         | 0           | 0          | 30       | 7      | 1           | 0          |
| G. Ranos          | 9          | 0          | 0           | 0          | 1         | 1         | 0           | 0          | 10       | 1      | 0           | 0          |
| R. Reitz          | 34         | 6          | 2           | 0          | 3         | 0         | 0           | 0          | 37       | 6      | 2           | 0          |
| J. Scally         | 31         | 1          | 2           | 0          | 4         | 0         | 0           | 0          | 35       | 1      | 2           | 0          |
| J. Siebatcheu     | 25         | 4          | 3           | 0          | 2         | 2         | 0           | 0          | 27       | 6      | 3           | 0          |
| L. Ullrich        | 4          | 0          | 0           | 0          | 0         | 0         | 0           | 0          | 4        | 0      | 0           | 0          |
| J. Weigl          | 31         | 2          | 10          | 0          | 4         | 0         | 0           | 0          | 35       | 2      | 10          | 0          |
| M. Wöber          | 25         | 2          | 4           | 1          | 2         | 0         | 0           | 0          | 27       | 2      | 4           | 1          |